# René Angélil
Cet article possède un paronyme, voir Angelillo.
René Angélil, né le 16 janvier 1942 à Montréal et mort le 14 janvier 2016 à Las Vegas, est un chanteur et un agent artistique canadien.
Il est notamment connu pour avoir découvert Céline Dion, dont il est devenu l'imprésario avant de l'épouser en 1994 et d'avoir trois fils avec elle.

## Biographie

### Famille et formation
Le nom de famille « Angélil » est originaire de Damas en Syrie. Il s'agirait d'un prénom, Abd al-Jalil, qui aurait été transformé en Anjalil pour devenir ensuite un patronyme. 
René Angélil est né le 16 janvier 1942 à Montréal au Québec, au 7760, rue Saint-Denis dans le quartier Villeray. Ses parents, catholiques melkites, se sont mariés le 23 mai 1937 en l'église Saint-Sauveur à Montréal, église où sera également baptisé René. Son père, Joseph Angélil (1900-1967), est né à Damas en Syrie et sa mère, Alice Sara (1915-1997), est canadienne d'origine syro-libanaise. Il a un frère cadet, André (1945-2021).
René Angélil étudie chez les sulpiciens, au Collège André-Grasset, puis avec les clercs de Saint-Viateur à Montréal.

### Débuts en tant que chanteur
Il commence sa carrière musicale dans les années 1960 dans le groupe Les Baronets, avec son ami d'enfance Pierre Labelle et Jean Beaulne. Le groupe obtient du succès avec des chansons comme C'est fou, mais c'est tout, traduisant en français les succès des Beatles.

### Carrière d'impresario
Après la dissolution de son groupe, Angélil devient impresario. Il gère la carrière de Ginette Reno qui, malgré les succès qu'elle enchaîne, le remercie après quelques années. Il envisage de quitter ce métier, mais il découvre Céline Dion peu après, en écoutant, en 1981, un démo de la chanson Ce n'était qu'un rêve, écrite par la mère et le frère de Céline. Ébloui par sa voix, il décide de s'occuper exclusivement de la carrière de Céline Dion. En 1984, il aide Claudette Dion, sœur de Céline, à commencer elle aussi une carrière de chanteuse. En 1987 et en 1988, il gagne le prix Félix comme gérant de l'année.
Il produit aussi les artistes ou les titres de Véronique Béliveau, Johnny Farago, René Simard, Anne Renée, Patrick Zabé…
Il commence également à s'occuper de la carrière de Garou dès 1999, à la suite d'une rencontre sur un plateau de télévision lors d'une émission consacrée à Céline Dion. Garou a, depuis, créé une société gérant ses propres activités artistiques et commerciales, mettant donc un terme à leur collaboration.
À la télévision québécoise, René Angélil est le directeur des 4e et 5e cuvées de Star Académie en 2009 et 2012.
Le 11 juin 2014, il annonce qu'il quitte son poste de chef de la direction des Productions Feeling, qui gèrent la carrière de Céline Dion. René Angélil agit dorénavant comme président du conseil d'administration de l'entreprise. Il cède sa place de gérant à Aldo Giampaolo.

### Mort et obsèques
En 1999, il souffre d'un cancer de la gorge, dont il se remet quelques mois plus tard, mais, le 28 février 2014 son agence de communication annonce qu'il a subi l'ablation d'une tumeur cancéreuse à la gorge le 23 décembre 2013 et qu'il est en convalescence chez lui à Las Vegas, où il reprend des forces par le repos et l'alimentation. 
Il meurt des suites de son cancer le 14 janvier 2016, deux jours avant ses 74 ans. Le jour suivant, le premier ministre du Québec Philippe Couillard annonce qu'il aura droit à des funérailles nationales. Ses obsèques sont célébrées le 22 janvier suivant en la basilique Notre-Dame de Montréal, lieu de son mariage avec Céline Dion en décembre 1994. René Angélil avait, avant son décès, élaboré une ébauche serrée de l'échéancier de ses obsèques. Dans celui-ci, l’imprésario souhaitait voir la cérémonie débuter à 15 h 20, avec la pièce musicale de son épouse Trois heures vingt rendue populaire par l'album Mélanie, sorti en 1984. Il avait également demandé à être enterré dans son costume de mariage. La cérémonie funèbre est retransmise en simultané sur tous les réseaux d'information en continu du Québec. 
Dans une entrevue accordée à l'animatrice Marie-Claude Barrette en mai 2016 sur les ondes de TVA, Céline Dion se confie sur les circonstances de la fin de vie de son mari. Selon ses dires, le décès de l’imprésario se serait produit durant la nuit selon la température corporelle de la dépouille. La chanteuse n'a pas assisté à la mort de son mari, étant donné l'heure à laquelle il est décédé. En outre, Céline Dion, une fois la dépouille retirée de la chambre, a donné l'ordre aux employés de la famille de ne pas procéder à l'entretien de la pièce, jusqu'à avis contraire. Céline Dion a demandé à son fils aîné René-Charles s'il souhaitait voir pour une dernière fois son père, mais il a refusé d'aller dans la chambre mortuaire et préféré lui adresser un vibrant hommage à l'occasion de ses obsèques.
René Angélil est inhumé au (D00300) cimetière Notre-Dame-des-Neiges, à Montréal.

## Autres activités
En 1971, il tourne dans Après ski,, l'une des nombreuses comédies légères tournées au Québec au début des années 1970,. On le voit également en 1972 dans le film L'Apparition où il joue le rôle d'un reporter. En 2012, René Angélil tient aussi le rôle de Dominic Fagazi dans le film québécois Omertà, un parrain mafioso montréalais.
René Angélil est aussi un joueur expérimenté de poker, il s'est qualifié au championnat des séries de 2005.

## Vie privée
En 1966, il épouse Denyse Duquette avec qui, en 1968, il a un enfant, Patrick. René Angélil et Denyse Duquette divorcent en 1972.
En 1973, il épouse en secondes noces la chanteuse Anne Renée avec qui il a deux enfants, Jean-Pierre (1974) et Anne-Marie (1977).
Le 17 décembre 1994, il se marie, pour la troisième fois, à la Basilique Notre-Dame de Montréal, avec Céline Dion qui, le 25 janvier 2001, accouche d'un garçon prénommé René-Charles, puis, le 23 octobre 2010, de jumeaux, nés à une minute d'intervalle, prénommés Eddy et Nelson. 
Le couple emménage à Las Vegas, car Céline Dion y signe un contrat de cinq ans comme chanteuse principale dès 2003 d'un spectacle permanent au Cæsars Palace.

## Distinctions
- Officier de l'Ordre national du Québec
- Membre de l'Ordre du Canada